# Dron za dostavo
Dron za dostavo je avtonomno brezpilotno letalo (UAV), ki se uporablja za prevoz paketov, medicinske opreme, hrane ali drugega blaga.

## Veriante dronov za dostavo

### Dostava zdravstvenega varstva
Z droni se lahko prevažajo zdravila, kot so krvni izdelki, cepivo in druge zaloge, kot so zdravila in medicinski vzorci. Zdravniške storitve so postale ena vodilnih aplikacij za dostavo dronov, saj lahko lažje letijo v oddaljene ali drugače nedostopne regije in iz njih, v primerjavi s tovornjaki ali motornimi kolesi. Dostava medicinskih brezpilotnih zrakoplovov je zaslužna za reševanje življenj med nujnimi dostavami krvi v državo Ruanda in reševanjem po orkanu v Portoriko. Med pandemijo COVID-19 so brezpilotna letala v ZDA začela dostavljati osebno zaščitno opremo in testerje na COVID-19. 
Komercialne operacije dostave medicinskih dronov potekajo od leta 2016, ko je Zipline postal prva trajna komercialna operacija brezpilotnih letal. Zipline je od oktobra 2020 dobil več kot 70.000 medicinskih pošiljk z droni.

### Dostava hrane
Droni so bili predlagani kot rešitev za hitro dostavo pripravljene hrane, kot so pice, tacosi in zamrznjene pijače.
Zgodnji prototipi brezpilotnih letalnikov vključujejo demonstracijo Tacocopterja podjetja Star Simpson, ki je bila koncept dostave taco z uporabo aplikacije za pametni telefon za naročanje tacosov, dostavljenih z brezpilotnimi letali na območju San Francisca.  Razkritje, da ni obstajal kot sistem za dostavo ali aplikacija, je privedlo do tega, da so ga označili za potegavščino.  Podoben koncept z imenom "bomba bomba" je bil preizkušen leta 2012. 

### Poštna dostava
Različna poštna podjetja iz Avstralije, Švice, Nemčije, Singapurja in Ukrajine so izvedla različna preizkušanja brezpilotnih letal, ko preizkušajo izvedljivost in donosnost brezpilotnih dostavnih služb.  USPS je preizkusil dostavne sisteme  z brezpilotnimi letali HorseFly.

## Legalizacija
Februarja 2014 je premier in minister za zadeve kabineta Združenih arabskih emiratov (ZAE) sporočil, da ZAE načrtujejo izstrelitev flote UAV za civilne namene.  Načrtovali so, da bodo UAV uporabljali sisteme za prepoznavanje prstnih odtisov in oči za dostavo uradnih dokumentov, kot so potni listi, osebne izkaznice in licence, ter zagotavljanje nujnih služb ob nesrečah. V Dubaju je bil razstavljen prototip štirinožnega brezpilotnega zrakoplova na baterijski pogon, približno pol metra. 
V ZDA so bili prvi poskusi komercialne uporabe UAV blokirani s predpisi FAA. Junija 2014 je FAA objavila dokument, v katerem so bile navedene dejavnosti, ki niso dovoljene v skladu z njenimi predpisi, vključno s komercialno uporabo, za katero je organizacija navedla, da "dostavlja pakete ljudem za plačilo" ali jih ponuja kot del "nakupa ali druge ponudbe."  Avgusta 2016 so bila sprejeta posodobljena pravila FAA. Nova pravila so vključevala smernice za komercialno uporabo majhnih UAV, ki navajajo, da morajo tehtati manj kot 25 kg, leteti do največ 120 metrov s hitrostjo največ 100 milj na uro (160 km / h), se je lahko upravljalo le podnevi, upravljavci brezpilotnih zrakoplovov pa morajo biti upravičeni tudi do letalskih spričeval in morajo biti stari najmanj 16 let.  Junija 2017 je senat Združenih držav Amerike predlagal zakonodajo, ki dovoljuje dostavo paketov z brezpilotnimi letali.  Oktobra 2017 je bila izdana predsedniška direktiva, v kateri je FAA in oddelek za promet pozval k sodelovanju z lokalnimi uradniki, da bi ustvarili pobude, ki bi ameriškim podjetjem omogočile, da sčasoma uporabljajo drone za dostavo.  Decembra 2019 je FAA sprejela sklep, ki zahteva, da vso vojaško brezpilotno letalo (UAS) opremijo z napravo za njihovo identifikacijo, pri čemer je navedel: „Za vse UAS, ki delujejo v zračnem prostoru ZDA, z zelo redkimi izjemami, velja zahtevam tega pravila ". 

## Poskusi

### 2013 - 2015
Koncept dostave brezpilotnih letal, se je v glavni tok uvrstil z napovedjo Amazona Prime Air-ustanovitelja Amazon.com Jeffa Bezosa, decembra 2013, da načrtuje hitro dostavo lahkih komercialnih izdelkov z uporabo UAV. Amazonovo sporočilo javnosti je bilo sprejeto s skepticizmom, z zaznanimi ovirami vključno z zvezno in državno regulativno odobritvijo, javno varnostjo, zanesljivostjo, zasebnostjo posameznika, usosabljanjem in certificiranjem operaterjev, varnostjo vdiranja, krajo koristnega tovora in logističnimi izzivi. 
Decembra 2013 je bila v raziskovalnem projektu družbe Deutsche Post AG subsidary DHL, prek prototipa Microdrones paracelcopter  dostavljena podkilogramska količina zdravila, kar je sprožilo špekulacije, da bi lahko bila  prva panoga oziroma tehnologija, ki bi jo podjetje uporabljalo za pomoč pri katastrofah 
Julija 2014, se je razkrilo, da Amazon dela na svojih osmih in devetih prototipih brezpilotnih letal, kjer je vsak lahko letel s hitrostjo 80 km/h in imel 2,3 težek paket in se prijavil na FAA da jih preizkusi. 
Avgusta 2014, je Google razkril, da je dve leti preizkušal UAV v Avstraliji. Program Google X, znan kot Project Wing, je napovedal cilj izdelave brezpilotnih letal, ki lahko zagotavljajo izdelke, ki se prodajajo prek e-trgovin. 
Septembra 2014 naj bi FedEx testiral integracijo dostave dronov z obstoječim logističnim modelom. 
Februarja 2015 je ponudnik e-trgovine s sedežem v Hangdžouu Ali Baba začel sodelovati z dostavo brezpilotnih letal v partnerstvu s Shanghai YTO Express, v katerem je dostavljal čaj 450 strankam po izbranih mestih na Kitajskem.

### 2016 - Danes
Marca 2016, je Flirtey izvedel prvo popolnoma avtonomno dostavo dronov odobreno s strani FAA v urbanih okoljih v ZDA. Aprila 2016 se je začel poskusni projekt na Japonskem, ki vključuje centralno vlado, Chiba City, raziskovalne ustanove in podjetja, vključno z Rakutenom, da bi  preizkusili dostavo domačih brezpilotnih letal v urbanem območju. Podoben testni projekt so februarja 2016 izvedli v mestu Naka v Tokušimi, da bi olajšali nakupovanje ljudem, ki živijo na izseljenem območju. Leta 2016 je e-trgovina Behemoth Rakuten dostavljala osvežilne pijače in žogice za golf na golf igrišču. Z izboljšanjem prejšnjega testa je Rakuten sodeloval z mobilnim telefonom NTT DoCoMo, da bi vključili uporabo celičnega omrežja LTE za preizkušanje zmogljivosti dostave na dolge razdalje.
Dostava tovora z Dronom je bila opravljena v obalnem parku Inage v mestu Chiba na Japonskem in v sosednjem morskem območju. Decembra 2016, je Amazon v Združenem kraljestvu opravil prvo dostavo z brezpilotnim letalom.  
Na Kitajskem JD.com razvija zmogljivost za dostavo dronov.
Od junija 2017 je imel JD.com sedem različnih vrst brezpilotnih letal na preizkušanju v štirih provincah na Kitajskem (Peking, Sečuan, Shaanxi in Jingsu). Droni lahko dostavijo pakete težke med, 5 in 30 kg, medtem ko letijo do 100 km/h (62 mph).
Droni letijo po fiksnih poteh od skladišč do posebnih pristajalnih ploščadi, kjer eden od 300.000 lokalnih izvajalcev JD.com pakete dostavi na prag kupcev v podeželskih vaseh.
Velikan e-trgovine dela tudi na 1 metričnem (1000 kg) dostavnem dronu, ki bo preizkušen v Shaanxiju. 
Leta 2015 je Izraelski zagon Flytrex sodeloval z AHA, največjo Islandsko spletno stranjo za e-trgovino in skupaj so uvedli pot dostave brezpilotnih letal, ki je pokazala skrajšanje časa dostave s 30 minut na manj kot 5 minut. 
Januarja 2018 je Boeing predstavil prototip tovornega drona za nosilnost do 227 kg, električno letalsko testno ploščo, ki je zaključila letalske preizkuse v raziskovalnem centru Boeing Research & Technology v Missouriju.
Decembra 2018 je Kroger začel dostavljati živila strankam na območju Scottsdale v Arizoni z uporabo brezpilotnih vozil, ki jih  je zasnoval Nuro. 
Na konferenci AL 2019 je Amazon napovedal da se bodo njihove dobave brezpilotnih letal v izbranih ameriških mestih začele izvajati v nekaj mesecih. Storitev je bila predhodno zamujena zaradi odobritve varnosti in predpisov. Od oktobra 2020 Amazon še ni napovedal nobenih posodobitev. Aprila 2019 je iz bolnišnice Saint Agnes v medicinski center Ubniversity of Maryland v Baltimoru priletel dron, ki je dostavil ledvico, ki je bila spešno presajena v 44- letno žensko. 
Leta 2020, je UPS v sodelovanju z Matternetom začel preizkus z dostavo v Raleighu v Severeni Karolini. NHS je v sodelovanju z Wingcopterjem izvedel dvotedensko preizkušanje za dostavo osebne zaščitne opreme in kompletov za testoranje COVID-19 na otok Mull na Škotskem.

## Komercialni sistemi

### Zipline
Leta 2016 je Zipline začel sodelovati z vlado Ruande pri gradnji in upravljanju zdravstvenega distribucijskega centra v Muhangi. Ruanda ima gorsko geografijo, slabe razmere na cestah in dolgo deževno sezono, zaradi česar je zračni sistem bolj stroškovno učinkovit in pravočasen kot običajna cestna dostava. Od maja 2018 so z droni dostavili več kot 7000 enot krvi. Do oktobra 2020 je Zipline opravil več kot 70.000 medicinskih pošiljk z droni in razširil operacije po Ruandi in Gani. 
Njihova brezpilotna letala so majhna električna letala s fiksnimi krili, ki jim omogočajo letenje hitro in na velike razdalje (do 180 km krožno potovanje z enim polnjenjem), v vsakem vremenu, ki ga vidimo v Ruandi. Brezpilotni zrakoplovi Zipline za vstop v let uporabljajo asistenco za vzlet, za pristanek pa uporabljajo mehatronski sistem za obnovo, ki ga navdihuje orodje za zaustavitev.
Med dostavo, dron Zipline ne pristane, temveč se spusti na nizko višino in paket spusti na tla, ki ga upočasni padalo,kot  zračna zavora.

### Predlagani sistemi
Oktobra 2018 je Vanuatu (pacifiška otoška država) dvema družbama, Swoop Aero iz Melbourna v Avstraliji, oddala naročila za dobavo v zdravstvene ustanove na Epih in Pastirskih otokih (pa tudi na otok Erromango z dostavo cepiv) in Wingcopter Holding GmbH & Co. KG iz Darmstadta v Nemčiji za dostavo cepiv v obrate na binkoštnem otoku.  Obe družbi uporabljata letala tipa VTOL, ki lahko vzletajo in pristajajo brez posebne opreme ali vzletno-pristajalnih stez. 
Decembra 2018 je BBC poročal, da je kanadska Moose Cree First Nation podpisala trgovsko pogodbo z družbo Drone Delivery Canada (DDC), da bi v določeni državi vsako leto nekaj časa dostavili "zaloge, zdravila, hrano in pošto". dostopno le s helikopterjem. 

## Nezakonite dostave
Karteli za droge so uporabljali UAV za prevoz tihotapstva, včasih pa tudi UAV, ki jih vodijo GPS. Od leta 2013 do leta 2015 so opazovali, da so UAV vsaj štirikrat v ZDA dostavili predmete v zapore, medtem ko so se štirje ločeni, a podobni incidenti zgodili tudi na Irskem, v Veliki Britaniji, Avstraliji in Kanadi. Čeprav to ni priljubljen način tihotapljenja predmetov v zapore, uradniki za popravke navajajo, da nekateri posamezniki začenjajo eksperimentirati z UAV. Novembra 2013 so v Morganu v državi Georgia aretirali štiri ljudi, ker naj bi s heksakopterjem poskušali tihotapiti  v državni zapor Calhoun.  Junija 2014 se je quadcopter strmoglavil na vadbeno dvorišče zapora Wheatfield v Dublinu. Quadcopter je trčil v žice, namenjene preprečevanju pristajanja helikopterjev za pomoč pri pobegih, zaradi česar je padel. Paket z mamili je visel na kvadrokopterju in so ga zaporniki zasegli, preden je osebje zapora lahko prišlo do njega. Med letoma 2014 in 2015 so v dveh zaporih v Južni Karolini UAV z oblačili odpeljali predmete, kot so droge in mobilni telefoni, in en zapor, ki ni vedel, koliko dobav je bilo uspešnih, preden so pritegnili pozornost oblasti. 

## Tehnologija

### Konfiguracija letala
Brezpilotno letalo za dostavo je ponavadi oblikovano glede na stvari, ki jih dostavlja in kam sploh dostavlja. Pogosto je oblikovano tako, da ima več rotorjev – kvadrokopter, oktokopter – to sta brezpilotna letala s horizontalno postavljenimi propelerji. Še en pogost dizajn je brezpilotno letalo s fiksnimi krili. Dizajn z več rotorji omogoča moč, s katero brezpilotno letalo dvigne tovor, ni možnosti okvare pogonskega sklopa in možnost dviganja ter spuščanja. Vendar je konfiguracija z več rotorji manj učinkovita in povzroča več hrupa. Konfiguracija s fiksnimi krili pa zagotavlja večji doseg, letenje z višjimi hitrostmi in manj hrupa, vendar zahteva več prostora za vzlet, dostavo in pristanek. Obstajajo tudi hibridna brezpilotna letala, ki za vzlet in pristanek uporabljajo več horizontalnih rotorjev, za letenje naprej pa vertikalne rotorje in fiksna krila.

### Avtopilot
V brezpilotnem letalu je veliko senzorjev, ki so potrebni za samostojno letenje. Inercijski senzor, kot je merilnik pospeška pomagajo brezpilotnemu letalu, da ostane v letu, tako da pridobivajo podatke, ki avtopilotu omogočajo prilagajanje hitrosti motorja (konfiguracija z več rotorji) ali krmiljenje površinskih odklonov (konfiguracija s fiksnimi krili) za krmiljenje brezpilotnega letala. Navigacijski senzorji, kot so GPS ali magnetni senzorji, pomagajo brezpilotnemu letalu leteti po določeni poti ali do določene točke, tako da merijo položaj in usmerjenost brezpilotnega letala glede na zemljo. Senzorji pretoka zraka omogočajo brezpilotnemu letalu, da meri hitrost, temperaturo in gostoto zraka, te informacije pa ohranjajo varen nadzor nad letalom. Brezpilotno letalo lahko te senzorje uporablja tudi za oceno hitrosti in smeri vetra za pomoč pri manevrih dostave in pristanka.

### Pogonski sklop
Dostavna brezpilotna letala potrebujejo močne motorje, da zadržijo samo plovilo kot tudi tovor v zraku. Brezkrtačni motorji se najpogosteje uporabljajo v brezpilotnih letalih, ker so postali poceni, lahki, zmogljivi in majhni. Lopatice propelerja brezpilotnega letala se obračajo pri zelo visokih hitrostih, zato optimalni material, uporabljen za te lopatice rotorja, poveča razmerje med močjo in težo. Nekateri so narejeni iz kompozitov, ojačanih z ogljikovimi vlakni, drugi pa iz termoplastov, ker so cenejši, zato so stroški ob morebitnem padcu brezpilotnega letala manjši. Litij-ionske baterije se uporabljajo v večini brezpilotnih letal, ker ponujajo dovolj energije in moči, so pa razmeroma lahke, zato brezpilotnega letala ne obremenjujejo preveč.

### Zemeljski nadzorni sistem
Dostavni brezpilotni letali se zanašajo na zemeljski nadzorni sistemi tako za varno delovanje kot za svoje komercialne operacije. Za varno delovanje mora upravljavec brezpilotnih letal upravljati svojo floto zrakoplovov in način njihove integracije v širši zračni prostor. V primerih komercialne uporabe zemeljski sistemi omogočajo sprejemanje in sledenje ukazov.